# LVNDSCAPE
LVNDSCAPE, pseudonimo di Nick Baas (...), è un disc jockey olandese.
È specializzato in musica deep e tropical house.

## Discografia

### EP
- 2016 –  V
- 2017 – Dive With Me
- 2019 – Hanging On

### Singoli
- 2015 – Ragga (con Bolier)
- 2015 – Speeches (feat. Joel Baker)
- 2016 – Waterfalls (con Holland Park feat. Nico Santos)
- 2016 – Rise Up 2K16 (con Yves Larock feat. Jaba)
- 2016 – Fed Up (con Cheat Codes)
- 2016 – Is This Love (con Bob Marley e Bolier)
- 2016 – Everyday My Life
- 2017 – Need to Feel Loved (con Sander van Doorn)
- 2017 – Walk Away (feat. Kaptan)
- 2017 – In My Mind (feat. Mi Manchi)
- 2017 – Dive With Me (feat. Cathrine Lassen)
- 2018 – Know You Better (con Sam Feldt feat. Tessa)
- 2018 – Gumburanjo
- 2018 – Riot (Lo Lo Loco) (feat. Alida)
- 2018 – Apologize (feat. Frida Sumeno, Jdam e Mon)
- 2018 – Yayamari
- 2019 – Home (feat. Jae Hall)
- 2019 – Baylamtu
- 2019 – Down Under (con Rat City)
- 2019 – What I'd Give
- 2020 – I'm Like A Bird (con John Adams)
- 2020 – No One Nobody (feat. Tannergard)
- 2020 – Happier To Lose
- 2020 – Turn Off The Radio (feat. Øzma)

### Remix
- 2015 – Redondo e Bolier feat. She Keep Bees – Every Single Piece
- 2015 – Sander van Doorn – Ori Tali Ma
- 2015 – Bolier feat. Natalie Peris – Forever and a Day
- 2017 – Sander van Doorn e LVNDSCAPE – Need to Feel Loved (LVNDSCAPE Sunset Chill Mix)
- 2018 – Purple Haze feat. James New – Fall In
- 2019 – Haevn – City Lights